# Suši
Sushi (japanski 寿司，鮨，鮓，すし ) je tradicionalno japansko jelo pripremljeno od kuhane riže začinjene octom koja se često servira sa sirovom ili dimljenom ribom. Suši koji se servira zamotan u listove sušene morske trave (tkz. nori) naziva se makizushi, dok mali "paketići" prženog tofua punjeni sa suši rižom nazivaju se inarizushi.
Riža može biti oljuštena ili neoljuštena. Uobičajeni sastojak su: kriške sirove ribe, morskih mekušaca ili rakova, a neke uobičajene inačice umjesto toga sadrže kuhane sastojke ili su bez mesa. Poznati sastojak su i prešani i osušeni listovi crvenih algi zvanih nori, koji se koriste za omotavanje ostalih sastojaka. Prilozi obično uključuju ukiseljeni mladi đumbir, wasabi (japanski hren) i umak od soje. Slično jelo je i sashimi od sirovih komada ribe, narezanih i posluženih bez riže.
Neke vrste sushija, popularne u japanskim restoranima na Zapadu, praktički su nepoznate u Japanu (i obrnuto). Među njima je, na primjer, uramaki, inačica tradicionalne vrste makija (巻 き 寿司, "zamotan suši") s norijem iznutra, koji je zbog neobične teksture algi ugodniji za ukus zapadnjaka.

## Galerija
- gunkan-maki
- temakizuši
- inari-zuši